# HZ Большой Медведицы
HZ Большой Медведицы (лат. HZ Ursae Majoris), HD 104940 — одиночная переменная звезда в созвездии Большой Медведицы на расстоянии приблизительно 2192 световых лет (около 672 парсеков) от Солнца. Видимая звёздная величина звезды — от +8,4m до +8,28m.

## Характеристики
HZ Большой Медведицы — оранжевая пульсирующая медленная неправильная переменная звезда (LB:) спектрального класса K5.